# Pauline Grabosch
Pauline Sophie Grabosch (ur. 14 stycznia 1998 w Magdeburgu) – niemiecka kolarka torowa, dwukrotna medalistka mistrzostw świata i trzykrotna medalistka mistrzostw Europy.

## Kariera
Pierwsze sukcesy w karierze osiągnęła w 2015 roku, kiedy na mistrzostwach świata juniorów w Astanie zdobyła złote medale w wyścigu na 500 m i sprincie drużynowym. W tym samym roku zdobyła też na mistrzostwach Europy juniorów w Atenach złoto w sprincie drużynowym oraz srebro w sprincie indywidualnym i wyścigu na 500 m. W 2016 roku, już w kategorii seniorek, zdobyła srebro na 500 m podczas mistrzostw Europy w Yvelines. Kolejne medale zdobyła na rozgrywanych rok później mistrzostwach Europy w Berlinie, gdzie była druga w sprincie drużynowym i na 500 m. Następnie zwyciężyła w sprincie drużynowym podczas mistrzostw świata w Apeldoorn w 2018 roku. Na tej samej imprezie była też trzecia indywidualnie, przegrywając tylko ze swą rodaczką, Kristiną Vogel i Stephanie Morton z Australii.